# Witschuga
Witschuga (russisch Вичуга) ist eine Stadt in der Oblast Iwanowo (Russland) mit 37.583 Einwohnern (Stand 14. Oktober 2010).

## Geografie
Die Stadt liegt etwa 75 km nordwestlich der Oblasthauptstadt Iwanowo am Oberlauf der Pessucha im Flusssystem der Wolga.
Witschuga ist der Oblast administrativ direkt unterstellt, bildet einen Stadtkreis und zugleich Verwaltungszentrum des gleichnamigen Rajons.
Die Stadt liegt an der 1871 eröffneten Eisenbahnstrecke Iwanowo–Kineschma. Westlich wird Witschuga von der Regionalstraße 24K-111 umgangen, Teil der Verbindung von der föderalen Fernstraße M7 bei Kowrow über Schuja und Rodniki nach Kineschma.

## Geschichte
Der Ort geht auf ein wenige Kilometer nordwestlich gelegenes, 1504 als Witschjuga im Testament des Moskauer Großfürsten Iwan Wassiljewitsch urkundlich erwähntes Dorf zurück, die heutige Siedlung Staraja Witschuga.
Die nach der Eröffnung der Bahnstation Witschuga 1871 um diese entstandenen Werkssiedlungen bei Textilfabriken wurden zunächst zusammengefasst als Nowaja Witschuga („Neu-Witschuga“) bezeichnet und erhielten 1925 die Stadtrechte als Witschuga. Die Bezeichnung bezieht sich auf ein nahes Flüsschen (die Witschuschanka, früher auch Witschuga, Zufluss des Wolga-Nebenflusses Sunscha) und ist finno-ugrischen Ursprungs.

### Bevölkerungsentwicklung
| Jahr | Einwohner |
| ---- | --------- |
| 1926 | 24.726    |
| 1939 | 46.931    |
| 1959 | 51.676    |
| 1970 | 52.597    |
| 1979 | 51.963    |
| 1989 | 49.745    |
| 2002 | 40.870    |
| 2010 | 37.583    |

Anmerkung: Volkszählungsdaten

## Kultur und Sehenswürdigkeiten

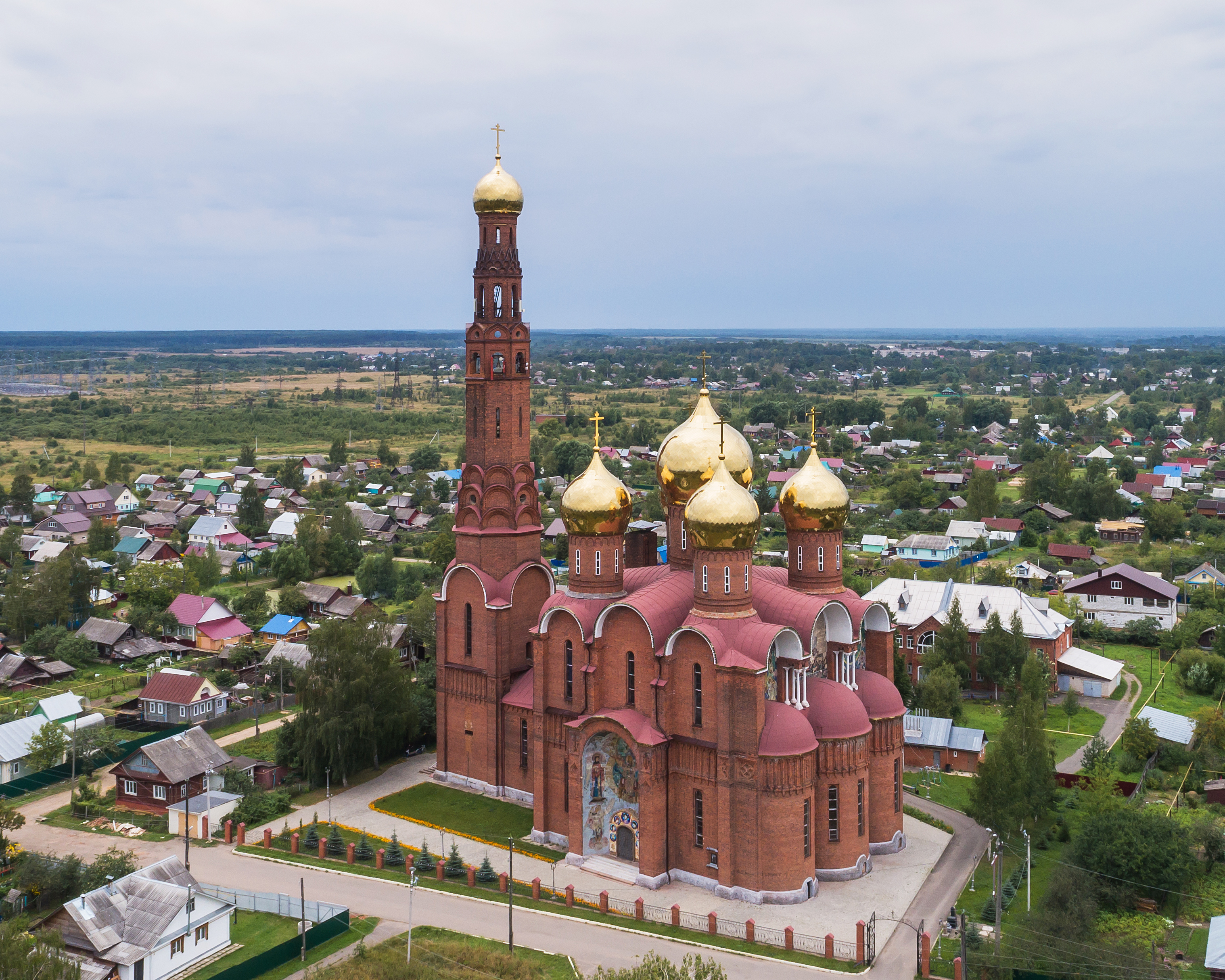
„Rote“ Auferstehungs-Kirche

In der Stadt gibt es eine Reihe von Bauwerken vom Beginn des 20. Jahrhunderts, wie die „Weiße“ Heilige-Auferstehungs-Kirche (Свято-Воскресенская церковь/Swjato-Woskressenskaja zerkow) von 1904, die „Rote“ Auferstehungs-Kirche (Воскресенская церковь/Woskressenskaja zerkow) von 1908 bis 1911, sowie Krankenhaus und andere zur Konowalow-Textilfabrik gehörende Bauten.
In Staraja Witschuga befindet sich das Palastensemble des Grafen und Generalleutnants Sergei Tatischtschew aus dem späten 18. Jahrhundert.

## Wirtschaft
Witschuga ist ein bedeutendes Zentrum der Textilindustrie mit mehreren Fabriken. Daneben gibt es Betriebe des Maschinenbaus und der holzverarbeitenden Industrie.

## Söhne und Töchter der Stadt
- Wladimir Andronnikow (1885–1942), Politiker
- Nikolai Kondratjew (1892–1938), Wirtschaftswissenschaftler (geboren im nahen Dorf Golujewskaja)
- Alexander Wassilewski (1895–1977), Offizier und Generalstabschef; Marschall der Sowjetunion
- Grigori Scholew (1899–1972), Generalmajor[2]
- Leonid Sandalow (1900–1987), Generaloberst
- Iwan Benediktow (1902–1983), Landwirtschaftsminister der Russischen Sozialistischen Föderativen Sowjetrepublik von 1957 bis 1959[3]